# Штейнберг, Иегуда
Иегуда Ште́йнберг (в жизни был известен как Идл Штейнберг, или по-русски — Идель Моисеевич Штейнберг; идиш יהודה שטײנבערג‎, ивр. יהודה שטײנברג‎‎; 26 февраля 1863, Липканы, Хотинский уезд, Бессарабская губерния — 10 марта 1908, Одесса) — еврейский писатель и педагог. Писал на иврите и идише.

## Биография
Иегуда Штейнберг родился в расположенном на правом берегу Прута бессарабском еврейском местечке Липканы (теперь Бричанского района Молдовы) в семье резника Мойше-Вэлвл Штейнберга. Близкий родственник (по некоторым сведениям — двоюродный брат) классика еврейской литературы Элиэйзера Штейнбарга.
Получил традиционное религиозное еврейское образование, занимался самообразованием в области светских наук и русского языка. Почти всю жизнь учил детей, сначала в хедере при Стрелицкой синагоге в Липканах, с 1889 года — в местечке Единцы (теперь райцентр Единецкого района Молдовы), а с 1897 года в местечке Леово (теперь райцентр Леовского района Молдовы). Только в 1905 году пошатнувшееся здоровье вынудило его перебраться в Одессу, где он работал корреспондентом нью-йоркской ежедневной газеты на идише «Ди Варhайт» (Действительность) и умер 44-х лет от роду в 1908 году.

## Литературное творчество
В 1892 году в Единцах Штейнберг подружился с недавно поселившимся там Менаше Галперном (1871-1960), с которым они вместе работали в местной талмуд-торе, впоследствии основали библиотеку. В следующем году Галперн послал с оказией в Варшаву рукописи своих и Штейнберга литературных опытов, которые были одобрены профессиональными литераторами, в первую очередь И.Л. Перецем. Вскоре в Варшаве вышла первая книга Штейнберга — басни в прозе «Баир уВаяр» (В городе и в лесу) с посвящением Галперну, которого Штейнберг благодарил за свои первые шаги на профессиональном литературном поприще. Все последующие годы Штейнберг публиковал в различных периодических изданиях на иврите и идише поучительные истории для детей, хасидские притчи и легенды, большую повесть «БаЯмим hahем» (В те дни, иврит) из жизни кантонистов, роман «Доктор Орлов» и другие произведения, принесшие ему необычайную известность. Однако в книжной форме при жизни писателя вышли лишь хрестоматия для чтения и учебники правописания на иврите да несколько книжечек хасидских историй.
Сразу же после скоропостижной кончины Штейнберга группа одесских литераторов во главе с Э.Л. Левинским, И.Х. Равницким и Бяликом занялись подготовкой собрания сочинений писателя на иврите, последний, четвёртый том которого увидел свет в 1912 году. В 1909—1910 годах в Варшаве вышли два тома избранных произведений на идише. В редактировании посмертных трудов Штейнберга как на иврите, так и на идише, участвовал близко знавший его по Леово поэт Я. Фихман. Вскоре вышли также два тома его детских рассказов на иврите, а в 1920-е годы в Польше — серия детских книг на идише. Штейнберг внёс большой вклад в развитие современного литературного иврита; его детские рассказы на идише многократно переиздавались и входили в большинство школьных хрестоматий на этом языке.
В честь писателя названа улица в Беер-Шеве.

## Избранная литература
- סיפּורי חסידים (сипурей хасидим — хасидские истории, иврит), Одесса, 1904.
- געזאַמלטע שריפֿטן (гезамлтэ шрифтн — собрание трудов, идиш), Вэлт-Библиотэк: Варшава, 1909.
- חסידישע מעשׂהלעך און דערצײלונגען (хсидише майсэлэх ун дэрцейлунген - хасидские истории и рассказы, идиш), Вэлт-Библиотэк: Варшава, 1910.
- אַרעלע-נאַרעלע (Арэлэ-нарэлэ — Арэлэ-глупыш, идиш), Блюмэн: Варшава, 1921.
- אין יענע צײַטן (ин йенэ цайтн — в те времена, пер. на идиш), Култур-Лигэ: Варшава, 1922; другое издание — אין יענע טעג (ин йенэ тэг — в те дни), Фарлаг Идиш-Шул: Монреаль, 1971.
- בעיר ובֿיער (баир уваяр — в городе и в лесу, басни в прозе на иврите), Варшава, 1923.
- אַ פֿאַריתומט לעבן (а фарйосэмт лэбм — осиротевшая жизнь, рассказы на идише), Варшава, 1923.
- דערצײלונגען (дэрцейлунген — рассказы, идиш), Фолксшул Организацие Фун Идиш-Националн Арбэтэр Фарбанд: Нью-Йорк, 1926.
- בימים החם (баямим hahем — в былые дни, повесть, иврит), Jewish Educational Committee: Нью-Йорк, 1952 — см. In Those Days: Архивная копия от 24 ноября 2005 на Wayback Machine A Story of an Old Man (на английском языке).
- The Breakfast of the Birds Архивная копия от 24 ноября 2006 на Wayback Machine and Other Stories (на английском языке), The Jewish Publication Society of America: Филадельфия, 1947
- יהודה שטינברג: מחויבות חברתית דרך סיפור רות המואבייה (том избранной прозы на иврите), Матах: Тель-Авив, 1999.